# Poa longiramea
Poa longiramea är en gräsart som beskrevs av Albert Spear Hitchcock. Poa longiramea ingår i släktet gröen, och familjen gräs. Inga underarter finns listade i Catalogue of Life.